# Karkajmy
Karkajmy (d. Karkajny) – osada w Polsce położona na Warmii, w województwie warmińsko-mazurskim, w powiecie lidzbarskim, w gminie Orneta.
W latach 1975–1998 miejscowość administracyjnie należała do województwa elbląskiego.
W miejscowości działało Państwowe Gospodarstwo Rolne Karkajmy. Sprywatyzowane w 1992 roku, gospodarstwo funkcjonuje nadal jako "PHU Prodrol".

## Zabytki
W Karkajmach znajduje się zabytkowe założenie pałacowo–parkowe z 1312 roku, park o powierzchni 4,5 ha. W latach 90 zabytek opustoszał, niezamieszkany uległ dewastacji. Wskutek szabrownictwa pałac został pozbawiony drewnianych podłóg, skradziono rzeźbę znajdującą się we wnęce na ścianie wschodniej, dach zawalił się. Od 2013 roku pałac jest własnością prywatną, ruiny zostały oczyszczone z gruzu a pałac jest w trakcie odbudowy. Również zabytkowy park został oczyszczony i jest w trakcie rekonstrukcji. Zakończenie prac remontowych planowane jest na rok 2015, a w pałacu powstanie Muzeum Wnętrz Dworskich.

## Sołectwo
Wieś Karkajmy wraz ze wsią Bogatyńskie tworzy sołectwo Karkajmy.